# Portal de Mar

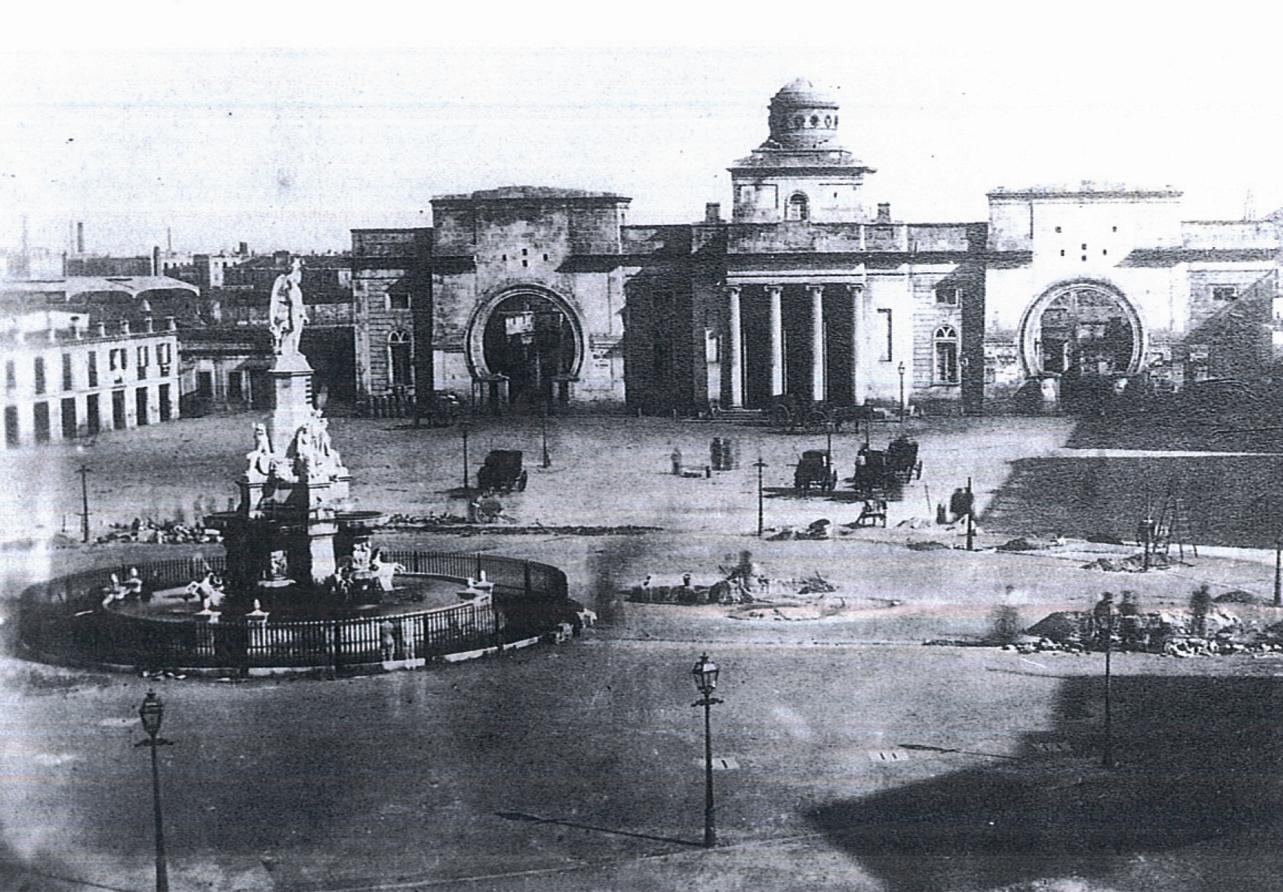
Fotografia del Portal de Mar construït per Josep Massanès i Mestres

El Portal de Mar era un dels deu portals del segon recinte emmurallat de Barcelona. Aquesta obria la ciutat al sector marítim i per antonomàsia al Port de Barcelona donant accés al Pla de Palau, centre econòmic i administratiu de la Barcelona dels segles XIII al XIX. Per bé que hom anomena també Porta de Mar a l'antiga porta d'aquest recinte a la muralla romana de Barcelona a la Baixada de la Presó (avui dia la Baixada de la Llibreteria, entre la plaça de Sant Jaume i la Via Laietana).
Finalitzat el tancament del segon recinte de muralles de Barcelona a mitjans del segle xvi es començà la construcció d'un portal entre els baluards de Sant Ramon i de Migdia. El 1544 s'obria la Porta de Mar una mica més al nord però a prop del Baluard de Sant Ramon, gairebé davant d'on avui dia hi ha la Llotja de Mar. Pi i Arimon esmenta una inscripció lapidària que afirma que ell mateix veié, transcrigué i interpretà. En aquesta inscripció s'esmenta que eren consellers Miquel Despalau, Francesc Amat, Joan Miquel Bellafilla, Joan Ferran i Jaume Gomis i "obrers" el cavaller Benet de Sorts i el notari Francesc Gual. El 1555 sota la direcció dels obrers de la ciutat Joan Puig de Pons i Antic Salvany, es començà la construcció d'un nou Portal de Mar, a l'est de l'anterior davant el Pla de Palau, i el 1715 a causa de la puixança del comerç s'obrí una segona porta al costat d'aquesta, destinada aquesta per a la sortida i la primera per a l'entrada a la ciutat. Aquestes foren derruïdes el 1822 per a bastir-ne unes de noves, segons un pla de remodelació urbanística del Pla de Palau, tanmateix el projecte de reforma es paralitzà fins al 30 de novembre de 1833 quan s'obtingué l'aprovació reial, i el 13 de febrer de 1834 es començà a derruir la muralla antiga segons el pla de remodelació.
Entre 1844 i 1848 es va construir un monumental pòrtic d'accés a la Barceloneta a partir del Pla de Palau, obra de Josep Massanès i Mestres. D'estil eclèctic, mesclava elements clàssics, gòtics i orientals, i era format per una porta amb quatre columnes jòniques, frontó esglaonat i cúpula, mentre que en els laterals se situaven uns monumentals arcs de ferradura ultrapassats recolzats sobre dobles columnes. Fou enderrocat el 1859.